# Kodewa
Kodewa GmbH & Co. KG (dawniej Kolles Racing, Kolles & Heinz Union) – niemiecki zespół wyścigowy, założony w 2000 roku przez Romulusa Kollesa. Obecnie ekipa startuje jedynie w FIA World Endurance Championship, jednak w przeszłości pojawiała się także w stawce Niemieckiej Formuły 3, Formuły 3 Euro Series, Deutsche Tourenwagen Masters, Le Mans Series, Intercontinental Le Mans Cup oraz European Le Mans Series. Od 2012 roku zespół startuje także w 24-godzinnym wyścigu Le Mans. Siedziba zespołu znajduje się w bawarskiej miejscowości Greding.

## Starty

### Formuła 3 Euro Series
W 2004 roku zespół widniał na liście startowej jako Team Kolles, a w 2009 roku jako Kolles & Heinz Union.
| Rok  | Bolid                   | Kierowcy         | Wygrane | PP | NO | Pkt | M.K. | M.Z. |
| ---- | ----------------------- | ---------------- | ------- | -- | -- | --- | ---- | ---- |
| 2004 | Dallara F302-Mercedes   | Adrian Sutil     | 0       | 2  | 0  | 9   | 17   | 9    |
| 2004 | Dallara F302-Mercedes   | Maximilian Götz  | 0       | 0  | 0  | 3   | 19   | 9    |
| 2004 | Dallara F302-Mercedes   | Tom Kimber-Smith | 0       | 0  | 0  | 2   | 20   | 9    |
| 2009 | Dallara F309-Volkswagen | Robert Wickens   | 0       | 0  | 0  | 0   | 22   | 9    |
| 2009 | Dallara F309-Volkswagen | Carlo van Dam    | 0       | 0  | 0  | 0   | 31   | 9    |
| 2009 | Dallara F309-Volkswagen | Johan Jokinen    | 0       | 0  | 0  | 0   | 24   | 9    |
| 2009 | Dallara F309-Volkswagen | Nick Tandy       | 0       | 0  | 0  | 0   | 28   | 9    |
| 2009 | Dallara F309-Volkswagen | Edoardo Mortara  | 0       | 0  | 0  | 0   | NS†  | 9    |

† – Zawodnik nie był liczony do klasyfikacji.